# Исоль

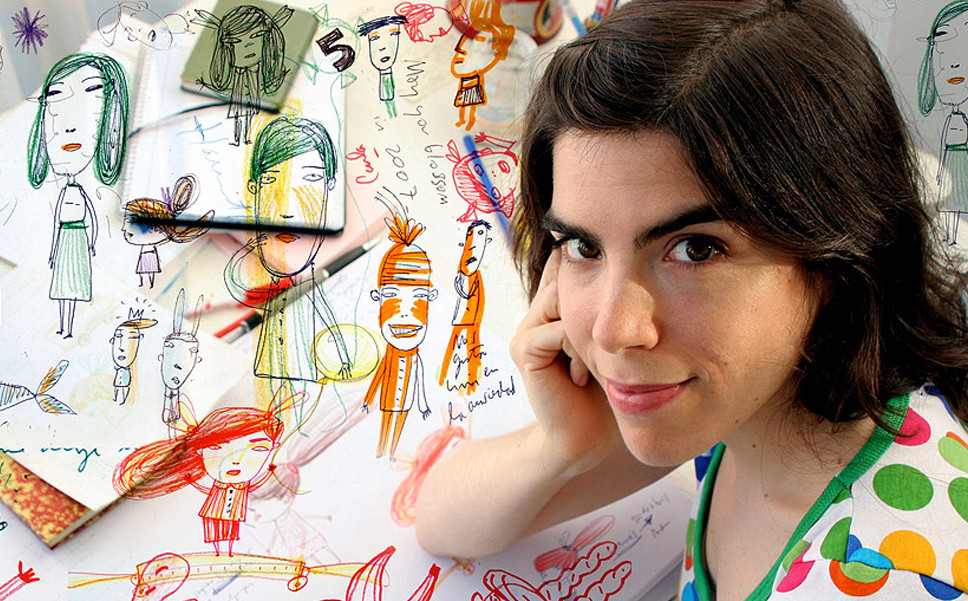
Исоль в 2013 году

Марисоль Мисента (исп. Marisol Misenta), мононим Исоль  (исп. Isol, 6 марта 1972, Буэнос-Айрес) — аргентинская художница и писательница, автор детских книжек с картинками, поп-певица. За успешный вклад в детскую и юношескую литературу награждена премией памяти Астрид Линдгрен от Шведского национального совета по вопросам культуры в 2013 году, самой крупной наградой в детской литературе.

## Биография
Получила степень магистра изящных искусств, закончив Национальную художественную школу имени Рохелио Ируртьи, затем училась в Буэнос-Айресском университете, но оставила учёбу и начала работать иллюстратором в прессе — прежде всего, в самой популярной ежедневной газете Аргентины Clarín. Дебютировала иллюстрированной книгой для детей «Жизнь собак» в 1997 году. В 2000-е годы её работы выставлялись в Мадриде, Братиславе, Болонье, Парме, Мюнхене, Токио, Порту-Алегри, Мехико и др.
Также выступает как певица с аргентинской поп-группой Entre Ríos, c 2000 года записала с ними 6 дисков.
C 1993 года замужем за аргентинским драматургом, режиссёром и актёром Рафаэлем Спрегельбурдом (род. 1970).

## Избранные книги
- 1997: Vida de Perros (текст и иллюстрации)
- 1998: Cosas que pasan (текст и иллюстрации)
- 1999: Aroma de galletas (текст Антонио Фернандеса Молины)
- 2001: Tic Tac (текст Хорхе Лухана)
- 2002: El Globo (текст и иллюстрации)
- 2003: Mon corps et moi (текст Хорхе Лухана)
- 2003: El cuento de Auggie Wren (текст Пола Остера)
- 2003: El cuento de Navidad de Auggie Wren (текст Пола Остера)
- 2009: Pantuflas de Perrito (текст  Хорхе Лухана)
- 2010: La bella Griselda (текст и иллюстрации)

## Признание
Дважды финалист премии  Ганса Христиана Андерсена (2006, 2007), номинант и лауреат премии памяти Астрид Линдгрен (2008, 2013).